# Baghramyan (Ararat)
Pour les articles homonymes, voir Baghramyan.
Baghramyan ou Baghramian (en arménien Բաղրամյան ; jusqu'en 1949 Bashnalu) est une communauté rurale du marz d'Ararat en Arménie. En 2008, elle compte 1 952 habitants.